# Stazione di Feuerbachstraße
La stazione di Feuerbachstraße è una fermata ferroviaria di Berlino, servita esclusivamente dai treni della S-Bahn. È posta sulla linea ferroviaria Wannseebahn.

## Storia
La fermata entrò in esercizio il 15 maggio 1933, nell'ambito dei lavori di potenziamento della rete S-Bahn cittadina.
In seguito allo sciopero dei ferrovieri della Deutsche Reichsbahn del 1980 l'esercizio sulla linea ferroviaria venne sospeso; venne riattivato il 1º febbraio 1985 dalla BVG.

## Strutture e impianti
La fermata conta due binari, uno per ogni senso di marcia, serviti da una banchina ad isola. L'accesso dalla strada soprastante avviene attraverso un sovrappassaggio.
Il fabbricato viaggiatori fu progettato dall'architetto Richard Brademann.

## Movimento
La stazione è servita dalla linea S 1 della S-Bahn.